# Neustadt/ Westerwald
Neustadt/ Westerwald è un comune di 576 abitanti della Renania-Palatinato, in Germania.

Appartiene al circondario (Landkreis) Westerwaldkreis (targa WW) ed è parte della comunità amministrativa (Verbandsgemeinde) di Rennerod.

## Amministrazione

### Gemellaggi
Neustadt è membro del gemellaggio internazionale "Neustadt in Europa", che riunisce 36 città e comuni che portano nel nome la dicitura Neustadt ("città nuova").